# 畢棚溝

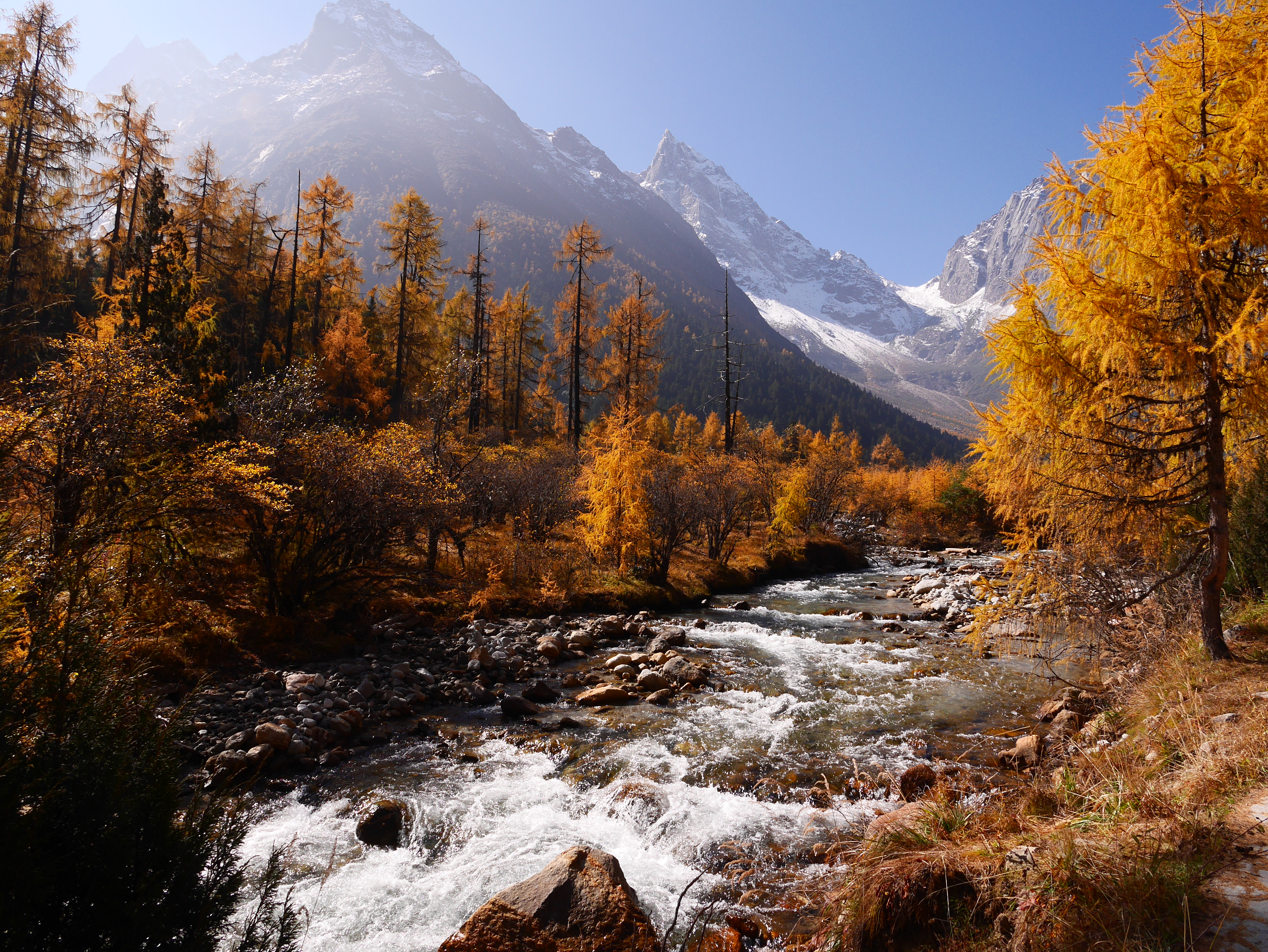
毕棚沟

畢棚溝是中華人民共和國四川省阿壩藏族羌族自治州理縣朴头镇的一個區域，地處国家4A级旅游风景区米亚罗自然保护区內，面積180平方公里，海拔2400米至4500米，區域內有同名的河流以及山峰和樹木、紅葉，可供遊玩的景點達80多處。

## 外部連結
- 官方网站